# El Nuevo País
El Nuevo País es un diario venezolano de circulación nacional con sede en Santa Rosalía, Caracas. Su primer ejemplar comenzó a circular el 23 de enero de 1988 y desde entonces ha mantenido una línea editorial crítica a todos los gobiernos venezolanos, característica que desde El Nuevo País defienden. El diario es presentado en un formato tipo tabloide y utiliza pocas impresiones gráficas a color.
Su fundador y jefe editor es el periodista venezolano Rafael Poleo, también fundador de la Revista Zeta en 1974.